# Thyenillus fernandensis
Genre
Espèce
Thyenillus fernandensis, unique représentant du genre Thyenillus, est une espèce d'araignées aranéomorphes de la famille des Salticidae.

## Distribution
Cette espèce est endémique de Bioko en Guinée équatoriale.

## Description
Le mâle holotype mesure 5 mm.

## Étymologie
Son nom d'espèce, composé de fernand[o] et du suffixe latin -ensis, « qui vit dans, qui habite », lui a été donné en référence au lieu de sa découverte, Fernando Poo.

## Publication originale
- Simon, 1909 : Arachnides recueillis par L. Fea sur la côte occidentale d'Afrique. 2e partie. Annali del Museo Civico di Storia Naturale di Genova, vol. 44, p. 335-449 (texte intégral).